# Catamaran Corporation
Catamaran Corporation war ein US-amerikanisches Unternehmen aus Schaumburg (Illinois) im Nordwesten von Chicago.
Catamaran Corporation beschäftigte weltweit 4.000 Mitarbeiter bei einem Umsatz von 14,8 Mrd. US-Dollar im Jahr 2013. Das Unternehmen war im NASDAQ-100 gelistet.

## Geschichte
1993 wurde das kanadische Unternehmen Systems Xcellence gegründet. 8 Jahre später erwarb dieses das Softwareunternehmen ComCoTec.
Der Gang an die Börse NASDAQ geschah 2006. 2008 wurde das Unternehmen National Medical Card Systems übernommen, wenige Monate
nachdem der Unternehmensname in SXC Health Solutions geändert worden war. Weitere 2 Jahre später wurde das Spezialpharmaunternehmen MedfusionRx gekauft.
Im Juli 2012 wurde der Name in Catamaran geändert. 2015 wurde Catamaran durch United Health übernommen. United Health verschmolz Catamaran noch im selben Jahr mit OptumRX.